# ヤスミン・ファズリッチ
ヤスミン・ファズリッチ（ボスニア語: Jasmin Fazlić、1986年10月16日 - ）、芸名ヤラ（Jala）あるいはヤラ・ブラット（Jala Brat）は、ボスニア・ヘルツェゴビナのラッパーである。2016年5月にスウェーデン・ストックホルムで開催されるユーロビジョン・ソング・コンテスト2016のボスニア・ヘルツェゴビナ代表として、ダラル・ミドハト＝タラキッチ、ディーンおよびアナ・ルツネルと共演し、代表曲「Ljubav je」を発表する。サラエヴォでヒップホップ・ユニット「BluntBylon」を結成、またヴォゴシュチャを拠点とする音楽スタジオ「Red Eye Vision」の設立者である。

## アルバム
- Replay (EP, 2011)
- Riječ na riječ (2012)
- SA Sin City ft. Buba Corelli (2012)
- Mahala ft. Shtela (EP, 2012)
- Pakt s Đavolom ft. Buba Corelli (2014)